# Max Predöhl

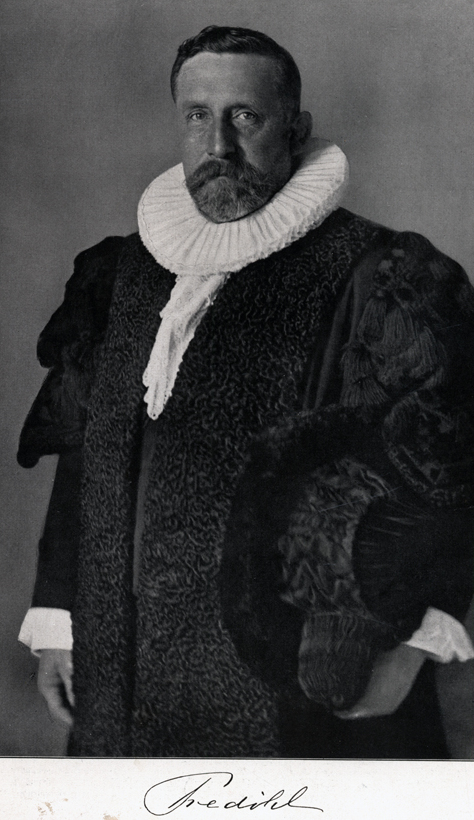
Max Predöhl (1914)

Max Garlieb August Predöhl (* 29. März 1854 in Hamburg; † 11. März 1923 ebenda) war ein deutscher Jurist sowie Hamburger Senator und Bürgermeister.

## Leben

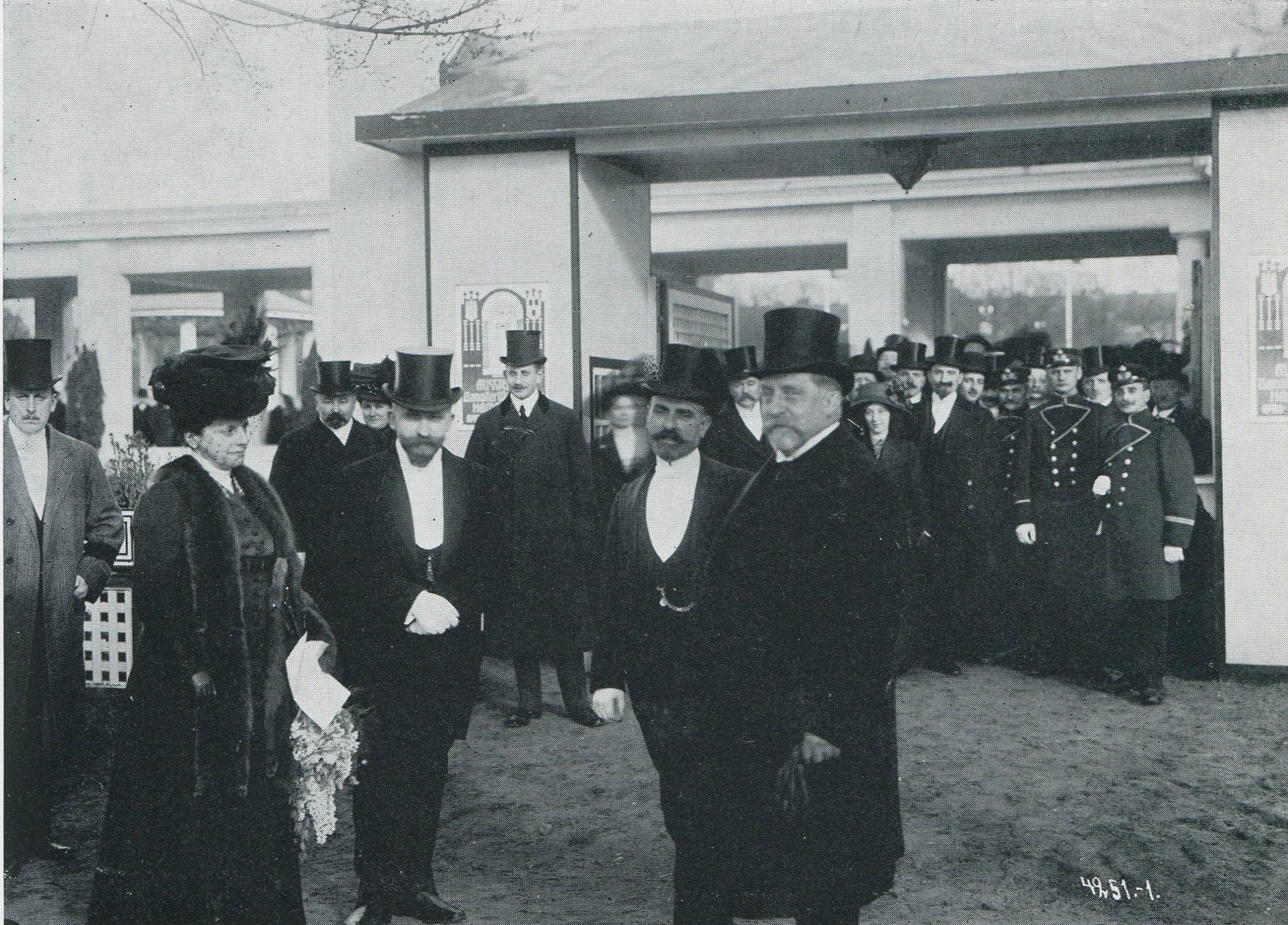
Bürgermeister Predöhl (vorne rechts) bei einer Ausstellungseröffnung der Malerinnung 1911

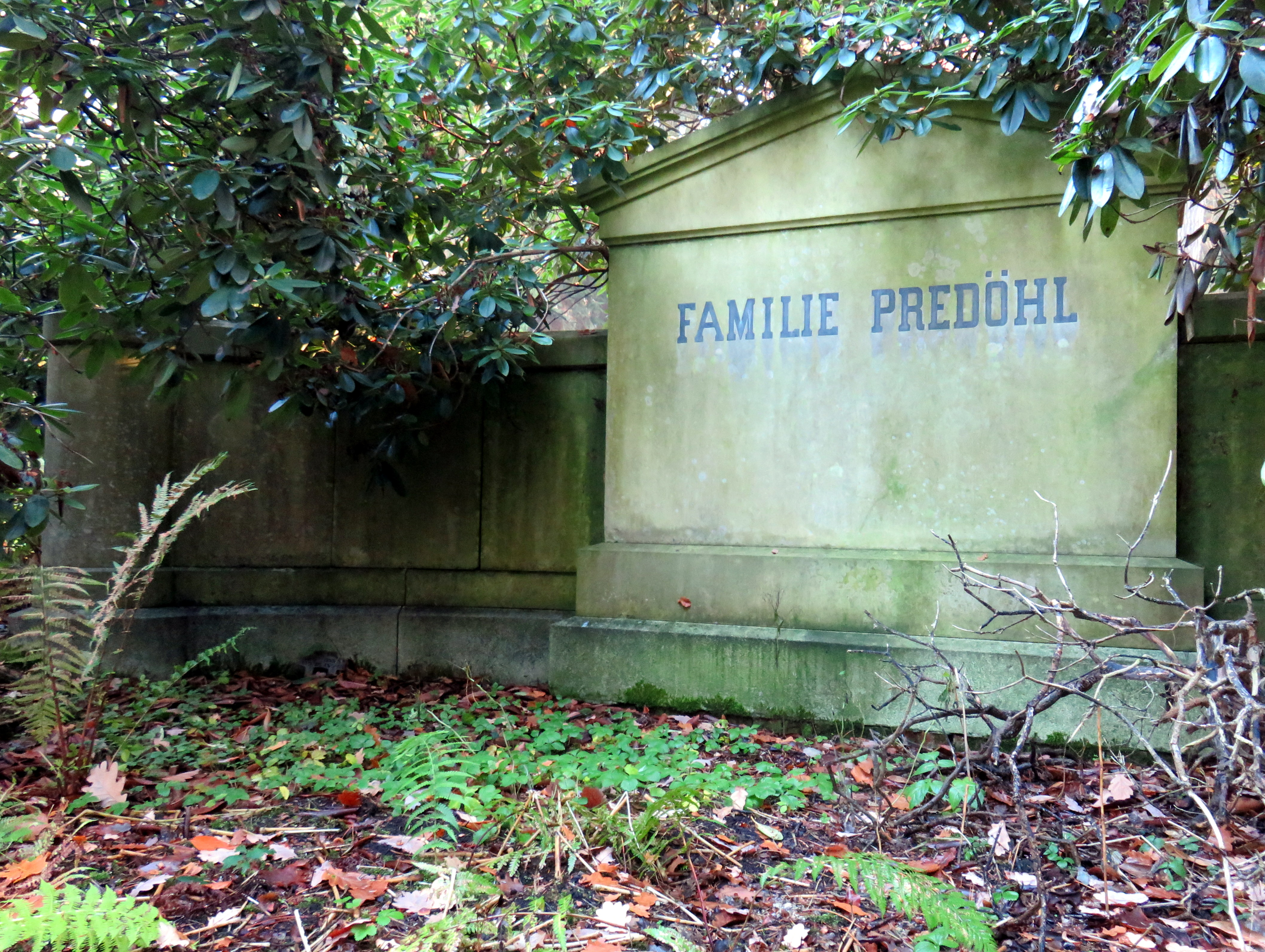
Grab Max Predöhl auf dem Friedhof Ohlsdorf

Max Predöhl war Sohn eines Hamburger Kaufmanns. Er studierte Rechtswissenschaften und wurde 1876 an der Universität Leipzig promoviert. Er war danach bis 1893 als Advokat tätig. Er hatte mit Dr. Schlüter eine gemeinsame Kanzlei, später mit Otto Brandis. Neben der Tätigkeit als Advokat war er Redakteur des Beiblatts der Handelsgerichtszeitung.
Am 26. Juni 1893 wurde Predöhl von der Hamburger Bürgerschaft für den verstorbenen Otto Wilhelm Mönckeberg zum Senator gewählt und 1910 innerhalb des Senats zum Bürgermeister. In den Jahren 1910/1911, 1914 und 1917 bekleidete er das Amt des Ersten Bürgermeisters, in den Jahren 1913 und 1916 das Amt des Zweiten Bürgermeisters.
Am 13. Mai 1911 übergab der Kaufmann Edmund Siemers das Vorlesungsgebäude dem Senat und seiner Vaterstadt, das später zum Hauptgebäude der Universität Hamburg wurde. Max Predöhl nahm als Bürgermeister Hamburgs mit den folgenden Worten das Gebäude an:

„(…) bewegten Herzens (nehmen wir) diesen Schatz entgegen. Ich gelobe ihm namens unserer Stadt treue Hege und Pflege, ihm und den in ihm verkörperten Gedanken und Bestrebungen; mit warmem und innigem Danke der Mitbürger an den edelsinnigen Spender für die Ausführung seiner großen Entschließung, die der aufstrebenden hamburgischen Wissenschaft und Forschung zur rechten Zeit das pflegende Heim bereitet.“

Im Jahr 1918 feierte Max Predöhl sein 25-jähriges Dienstjubiläum als Senator. Nach der Novemberrevolution nahm er kein politisches Amt mehr wahr.

### Familie
Max Predöhl war mit Clara Predöhl geborene Amsinck verheiratet; seine Schwiegermutter war eine geborene Gossler. Durch die Heirat mit einer Amsinck oder Gossler, beide aus angesehenen Kaufmannsfamilien, konnte im Hamburg des 18. und 19. Jahrhunderts der gesellschaftliche Aufstieg deutlich vereinfacht werden. Gemeinsam hatten sie mehrere Kinder, darunter der spätere Direktor des Instituts für Weltwirtschaft in Kiel, Andreas Predöhl.
Max Predöhl wurde im Bereich der Familiengrabstätte Predöhl auf dem Ohlsdorfer Friedhof in Hamburg im Planquadrat AB 10 südwestlich vom Nordteich beigesetzt.

### Harvestehuder Weg 20
Die Familie Predöhl zog 1906 in das Haus Harvestehuder Weg 20, an einer der herrschaftlichsten Straßen der Hansestadt. Ein Jahr zuvor war das 5000 m² große Grundstück als Erbe von Clara Predöhls Großvater Johannes Amsinck an Max Predöhl gegangen. Das Haus wurde für die Familie neu gebaut, nur die alte Fassade blieb erhalten. Den Garten des neuen Heims gestaltete der enge Freund und Direktor der Hamburger Kunsthalle, Alfred Lichtwark. Vermutlich entwarf Lichtwark auch einen Teil der Möbel für das Wohnzimmer.
Das Haus am Harvestehuder Weg wurde die Zentrale des repräsentativen Geschäfts Predöhls während seiner Amtszeit als Bürgermeister. Die Würdenträger Hamburgs, aber auch des Deutschen Reichs verkehrten dort. Unter anderen waren Kaiser Wilhelm II. und der Kronprinz Gäste Predöhls. Zu diesen kaiserlichen Empfängen wurden Schilderhäuser vor dem Haus aufgebaut.
Das Haus Predöhl wurde im Zweiten Weltkrieg durch Bomben zerstört, heute steht das „Chateau“ an seiner Stelle. Es beherbergte das französische Generalkonsulat, das sich seit wenigen Jahren im Gebäude Heimhuder Straße 55 befindet.